# Doris Glück
Doris Glück (* 1956) ist das Pseudonym einer deutschen Autorin, die nach einem Zeugenschutzprogramm mit neuer Identität lebt.
In ihrem im September 2004 erschienenen Buch beschreibt die Autorin ihre 1988 geschlossene Ehe mit dem aus Ägypten gebürtigen Muslim Reda Seyam, der nach einigen Jahren Ehe immer religiöser geworden sei und seine zunächst wenig religiöse Frau zum Islam geführt habe.
1994 habe die Autorin dann ihren Job als Kosmetik-Vertreterin aufgegeben und sei mit ihrem Mann nach Bosnien gegangen, wo dieser an einem Trainingslager der Mudschaheddin teilgenommen habe. Ihr Mann habe sie überredet, den Schleier anzulegen.
Selbst erlebte Hinrichtungen mit dem Ruf "Allahu akbar", bei denen die Gefangenen langsam nach Schüssen in alle Glieder gestorben seien, hätten die Ehe nicht zerstört. Als ihr Mann eine zweite Frau geheiratet habe, sei sie dennoch bei ihm geblieben und ihm nach Saudi-Arabien gefolgt, wo Kontakte auch zu Osama bin Laden bestanden hätten. Irgendwann habe sie es nicht mehr ausgehalten. 2001 ging sie zurück nach Deutschland und begann mit den Kriminalbehörden zusammenzuarbeiten. Für einen Prozess gegen ihren Mann reichten damals die Beweise nicht aus.
Doris Glück ist eine der wenigen, die persönlich die Verstrickungen des BND mit dem sogenannten „süddeutschen Netz“ kennt und erlebt hat. Diese Einblicke waren unumgänglich, da sie den "Mentor" ihres Mannes kennenlernte, Yehia Yousif (siehe Multikulturhaus), der mit Wissen des Verfassungsschutzes von Freiburg aus den Dschihad in Bosnien finanzierte. Yehia Yousif spielte außerdem eine wichtige Rolle als V-Mann des Verfassungsschutzes.
Seit dem Ende des Zeugenschutzprogrammes hat sie zwar einen neuen Namen, aber weder Lebenslauf noch Zeugnisse.

## Werke
- Mundtot. Ich war die Frau eines Gotteskriegers. List-Verlag, September 2004. ISBN 3471786783.